# Chavarriella abornata
Chavarriella abornata là một loài bướm đêm trong họ Geometridae.